# Stenhelia mastigochaeta
Stenhelia mastigochaeta är en kräftdjursart som beskrevs av Wells 1965. Stenhelia mastigochaeta ingår i släktet Stenhelia och familjen Diosaccidae. Inga underarter finns listade i Catalogue of Life.